# Masaru Hashiguchi
Masaru Hashiguchi (Hyogo, 21 mei 1974) is een voormalig Japans voetballer.

## Carrière
Masaru Hashiguchi speelde tussen 1997 en 2000 voor Cerezo Osaka en Avispa Fukuoka.

## Statistieken
| Japan   | Japan          | Japan       | League | League | Emperor's Cup | Emperor's Cup | J-League Cup | J-League Cup | Totaal | Totaal |
| Seizoen | Club           | League      | Wed.   | Goals  | Wed.          | Goals         | Wed.         | Goals        | Wed.   | Goals  |
| ------- | -------------- | ----------- | ------ | ------ | ------------- | ------------- | ------------ | ------------ | ------ | ------ |
| 1997    | Cerezo Osaka   | J. League 1 | 0      | 0      |               |               | 0            | 0            | 0      | 0      |
| 1998    | Cerezo Osaka   | J. League 1 | 21     | 0      |               |               | 3            | 1            | 24     | 1      |
| 1999    | Cerezo Osaka   | J. League 1 | 4      | 1      |               |               | 0            | 0            | 4      | 1      |
| 2000    | Avispa Fukuoka | J. League 1 | 0      | 0      |               |               |              |              | 0      | 0      |
| Totaal  | Totaal         | Totaal      | 25     | 1      | 0             | 0             | 3            | 1            | 28     | 2      |